# Dale aborigen
Dale aborigen es el tercer álbum de estudio de la banda de reggae punk argentina Todos Tus Muertos. Fue publicado en 1994 y relanzado en 1997. En el disco participan como invitados Fermín Muguruza (de Negu Gorriak), Manu Chao (en ese entonces en Mano Negra) y Actitud María Marta, entre otros. En el año 2007, la revista Rolling Stone de Argentina lo ubicó en el puesto 44.º de su lista de los 100 mejores álbumes del rock argentino.

## Historia

### Antecedentes y grabación
Fidel Nadal volvió de la gira "El expreso del Fuego y el Hielo" (1992) por Colombia junto a Mano Negra y, tras dos meses de grabación de Casa Babylon en España, reconstruyó el fuselaje de su vieja banda anarco-punk para plasmar la esencia de sus nuevas convicciones ("Mate", "Alerta Guerrilla"). Entraron: Gamexane en guitarra, Pablo Potenzoni en batería y Pablo Molina en bingi-drums (percusión afro) y voz, además de Manu Chao y Fermín Muguruza como invitados. Este disco es el mejor articulado de TTM y su plataforma internacionalista. Polirrítmico y panfletario, expresa desde el sur el efecto contagioso y la seducción del neozapatismo enmascarado  del Subcomandante Marcos. La contracara ideológica del Efecto Tequila.
Todos Tus Muertos comenzó siendo una banda punk del under argentino, pero fue evolucionando y adoptando géneros musicales a su repertorio, principalmente el reggae. En Dale aborigen, reflejan un momento de la banda en el que estaban abiertos a influencias externas, principalmente de las bandas Mano Negra y Negu Gorriak. Se escuchan aquí también muchos ritmos afrolatinos, lo que ayudó a que Dale aborigen se editara en muchas partes de Latinoamérica. El álbum muestra el lado más definido de la banda al Ska-Punk, después de que Fidel vuelve de la gira con Mano Negra, tiene temas como "Torquemada", "El día más feliz" y la amada "Adelita" (dentro del tema "Tu alma mía"), y "Andate". Fue publicado en 1994 y relanzado en 1997, el más importante de su carrera, su lucha eterna, su mensaje en los brazos de abrazo, en los lienzos con que se escriben las pancartas. Y suelta, como epílogo, a ritmo punk, hardcore, y por momentos rastafari, que hay que seguir luchando por la libertad espiritual.

### Estilo musical y contenido político
Mezcla de punk-rock con reggae, ska, mensajes contestatarios y sonidos afrolatinos, Dale aborigen implicó también el ingreso de TTM a un lugar de privilegio dentro de la escena local. Hasta allí habían sido un demo punky-dark (Noches agitadas en el cementerio), dos discos —Todos Tus Muertos (1989) y Nena de Hiroshima (1990)—, algunas canciones descarnadas ("El féretro", "Gente que no", "El Chupadero") y una militancia under con un olor a compromiso. Después, la cosmogonía libertaria abarcó otras partes del planeta (18 shows por el norte de América) y la inclusión de uno de sus temas, "Tu alma mía", en la banda de sonido de Curdled. “Había tanto, que no sabíamos qué hacer con todo”, recuerda Félix. El disco también generó un puente con músicos europeos, cuyas inquietudes eran las mismas. Fermín Muguruza y Manu Chao participaron como invitados y estuvieron comprometidos con el concepto del disco. “La idea no sólo fue que vengan a cantar un tema y nada más sino que formaran parte del proyecto. Aportaron un montón de ideas a nivel letras y también música. Son como hermanos para nosotros”, dice Gamexane. Fidel participó de una gira con Mano Negra por Colombia. Sin embargo, tiempo después, Manu Chao se refirió a él en el NO: “Los diarios dicen que me llevo bien con él (por Nadal), pero a mí no me gusta nada su giro fascistoide”. El rock se hace cargo de figuras que hasta ese momento habían aparecido poco: Sandino, Mandela, Torquemada. “Algunos pensaron que éramos de izquierda, pero más que izquierda la cosa era chocar, porque nuestras ideas de raíz siempre fueron libertarias. Tomar símbolos como el Che, Malcolm X, Lumumba o Sandino fue una manera de levantar una bandera contra el sistema, como lo habían hecho ellos. Yo pienso que, quien aspira al poder, es un corrupto, por más que te venda la salvación. Chávez, para mí, es un político más. Me gusta que luche contra el imperio yanqui y eso, pero en el fondo aspira al poder y contra eso siempre se levanta TTM”, cierra el guitarrista.

## Lista de canciones
1. Mate - 3:04
2. Dale aborigen - 2:15
3. Mandela - 4:07
4. Alerta guerrillas - 2:30
5. Hijo nuestro - 4:40
6. Trece - 2:20
7. El día más feliz -1:18
8. Tu alma mía/Adelita - 3:49
9. Lehenbiziko bala - 3:13
10. Andate - 4:07
11. Torquemada/Hasta la victoria siempre - 4:40
12. Scubidu - 3:19
13. Sé que no/Rekebra - 3:19

Bonus tracks
1. A will kill ya (zapada) - 2:33
2. Mandela (versión) - 4:07
3. Andate (versión) - 4:45

## Músicos
- Fidel Nadal: voz
- Félix: bajo
- Horacio Gamexane: guitarra
- Pablo Potenzoni: batería
- Pablo "Dronkit Master": percusión y voz

### Músicos invitados
- Guillermo Piccolini: Producción y teclados en 3, 4, 5, 10, 12, 13, 15 y 16
- Fermín Muguruza: voz en 4 y 9. Coros en 2, 5 y 3
- Manu Chao: voces en 2 y 5. Coros en 8, 4 y 6. Guitarra española en 5 y 15. Guitarra eléctrica en 6
- Sergio Rotman: saxo en 15
- Daniel Zimbello: trombón en 3 y 15
- El Negro Rueda: percusión en "Requebra"
- Sergio Arrastia: tablas, tambura y mirdanga en 1 y 14
- Lito Mazore: sitar en 14
- Willy Crook: melódica en 12
- El Mosco Buzz: guitarra en 5
- Malena D'alessio y Alicia '(Alika)' Dalmonte (Actitud Maria Marta): voz en 6 y 12
- Sebastian "Labios de Hule" Ravazzini: trompeta en 15
- Guillermo “Capanga” Eijo: trompeta en 15